# 葆成
葆成（？—？），满州人，是一名清朝政治人物。
葆成曾于光绪十二年接替沈学海任龙岩州知州一职，由狄丽源接任。

## 生平
1. ↑  编纂委员会. . 福建: 福建省地方志编纂委员会. 2001年.
2. ↑  福建省龙岩地区地方志编纂委员会编；林金禄（兼职）总编；曾文明（兼职）第一副总编；张东民（专职）常务副总编；张惟（兼职），熊寒江（聘任），王德瑞（聘任）副总编. . 上海: 上海人民出版社. : 930.

| 官衔          | 官衔                                   | 官衔          |
| ------------- | -------------------------------------- | ------------- |
| 前任： 沈学海 | 龙岩州知州 光绪十二年－? （1886年－?） | 繼任： 狄丽源 |